# P-59 (航空機)
P-59 / YF2L エアラコメット
飛行するP-59A-1-BE 44-26609号機
(1944年撮影)
- 用途：戦闘機、試験機
- 分類：陸上戦闘機
- 設計者：ローレンス・デイル・ベル
- 製造者：ベル・エアクラフト社
- 運用者：

  -  アメリカ合衆国（陸軍航空軍、海軍）
  -  イギリス（イギリス空軍）
- 初飛行：

  - 1942年10月1日（実質1回目）
  - 1942年10月2日（記録上、実質2回目）
- 生産数：66機
- 退役：1950年
- 運用状況：退役

P-59 エアラコメット（Bell P-59 Airacomet ）は、アメリカ合衆国のベル社が開発し、第二次世界大戦後にアメリカ陸軍航空軍等で使用された双発単座ジェット戦闘機。性能の低さから主に試験機として使用され、アメリカ海軍へもYF2L-1 エアラコメットとして2機が渡されたが採用されなかった。
愛称の「エアラコメット(Airacomet)」は、空飛ぶ彗星といったような意味。

## 概要
ジェット戦闘機の開発は、イギリスからの技術協力を受けるなどして1941年頃から開始されていた。1942年には大まかな機体デザインが決定され、1942年3月に試作機として13機のYP-59が発注された。
1942年9月にはダミーのプロペラを付けた機体がミューロック乾湖に運ばれ、試験が開始された。初飛行は10月1日であり、ベル社の主席テストパイロットであるロバート・Ｍ・スタンレーの操縦によって地上滑走試験の最中に浮き上がったものであった。
初期のジェットエンジンは出力が小さく、信頼性も十分でなかったために実用化への目処は立たなかったが、1943年6月には量産型P-59Aの発注が80機行われている。
ただし、P-59Aは運動性が低く、速度もレシプロ戦闘機に劣るものであったため、30機が製造されたのみで、残りはキャンセルされた。なお、研究用としてイギリス空軍に1機が提供され、アメリカ海軍にもYF2L-1として3機が提供されたが高い評価は受けられなかった。

## 設計
葉巻型の胴体に中翼配置・直線翼の主翼を有している。エンジンは主翼付け根に左右一基ずつあり、エアインテイクおよびノズルも胴体脇・主翼の直前・直後にある。結果的に機体そのものの性能は低かったが、エンジンやエアインテイクの配置スタイルは、双発レシプロ戦闘機の空気抵抗が大きいエンジン配置をほぼ踏襲したドイツのMe 262シュヴァルべやイギリスのミーティア、エアインテイクを機首正面に設けて機首部の搭載スペースを失わせたソ連のMiG-15や後にアメリカ陸軍航空軍で運用されたF-86セイバーよりも進歩しており、エアインテイクが正面のジェット戦闘機よりのちの時代の機体基本的レイアウトとなった。
武装としては機銃を機首に集中配置している。一方で、ジェットエンジンの排気口が機体に密接し、その排気熱が機体を熱してしまう構図になっており、ジェット機黎明期ならではの設計上の問題点も持っていた。

## 諸元
- 全長：11.63m
- 全幅：13.87m
- 全高：3.76m
- 自重：3.6t

P-59A-1-BE 三面図

- エンジン：GE-J-31ターボジェットエンジン（推力 908kg）2基
- 武装：37mm機関砲1門、12.7mm機銃3門、60 lb (30 kg)ロケット弾8連装、爆弾910kg
- 乗員：1名
- 最大速度：664km/h

## 現存する機体
| 型名       | 番号            | 機体写真 | 国名                      | 所有者                               | 公開状況 | 状態     | 備考 |
| ---------- | --------------- | -------- | ------------------------- | ------------------------------------ | -------- | -------- | ---- |
| XP-59A-BE  | 42-108784       |          | アメリカ コロンビア行政区 | 国立航空宇宙博物館                   | 公開     | 静態展示 |      |
| YP-59A-BE  | 42-108777 27-10 |          | アメリカ カリフォルニア州 | プレーンズ・オブ・フェイム航空博物館 | 公開     | 修復中   |      |
| P-59A-1-BE | 44-22614 27-22  |          | アメリカ カリフォルニア州 | マーチフィールド航空博物館           | 公開     | 静態展示 |      |
| P-59B-1-BE | 44-22633        | 写真     | アメリカ カリフォルニア州 | エドワーズ空軍基地                   | 公開     | 静態展示 |      |
| P-59B-1-BE | 44-22650        |          | アメリカ オハイオ州       | 国立アメリカ空軍博物館               | 公開     | 静態展示 |      |
| P-59B-1-BE | 44-22656        | 写真     | アメリカ ネブラスカ州     | パイオニア・ヴィレッジ               | 公開     | 静態展示 |      |